# Historie počítačového hardwaru v zemích sovětského bloku

Sovětský blok po druhé světové válce

Historie počítačového hardwaru v zemích sovětského bloku byla poněkud jiná než v západním bloku. Šlo o důsledek omezení dovozu výpočetní techniky ze západních zemí.  
Výrobci sovětského bloku získávali zpravodajské informace o západních počítačích, prováděli zpětný vývoj a vyráběli kopie západních počítačů. Takový postup vedl k dílčím neshodám s normami IEC a IEEE, např. rozteče vývodů "východních" integrovaných obvodů byly podle „metrického palce“ 25/10 mm místo 25,4/10 mm. Toto způsobovalo neprodejnost východních integrovaných obvodů a zdražovalo příslušné testery.

## Historie
Koncem 50. let 20. století vypracovala většina zemí RVHP experimentální návrhy počítačů, avšak žádná z nich nevytvořila stabilní počítačový průmysl.

### Historie v Československu

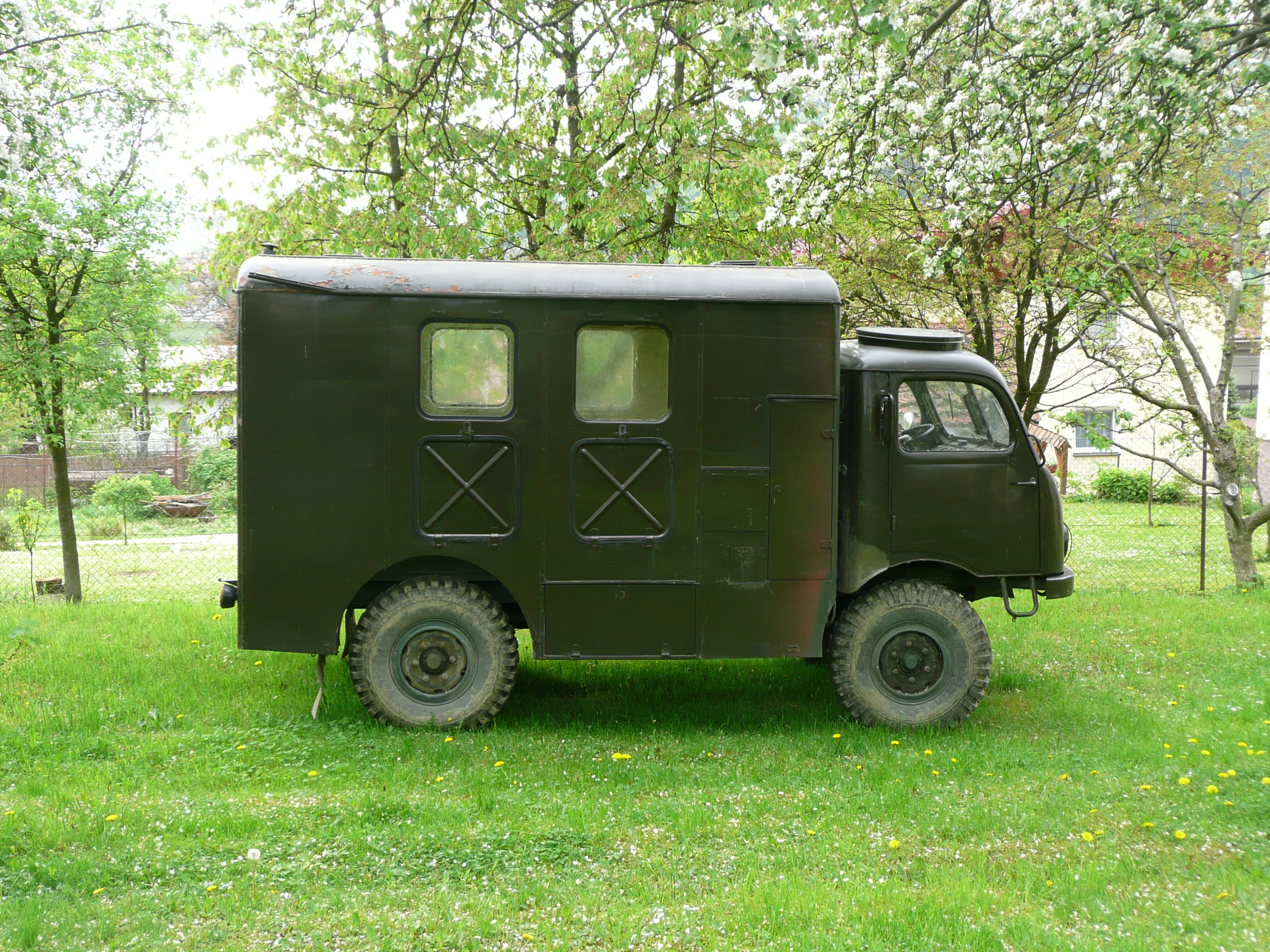
Automobil Tatra 805 byl upraven pro cestovatele (Zikmund a Hanzelka) a rovněž pro dělostřelecký počítač EUZ II

První počítač navržený Antonínem Svobodou a vyrobený v Československu  byl SAPO (SAmočinný POčítač), který byl uveden do provozu v roce 1957. Obsahoval 7000 relé a 400 elektronek. V roce 1960 počítač SAPO vyhořel.
Roku 1960 byl ve Výzkumném ústavu matematických strojů (VÚMS) spuštěn elektronkový počítač EPOS 1, který navrhli Jan Oblonský a Karel Svoboda. Již v roce 1962 byl inovován  jako tranzistorový EPOS 2. V 60. a 70. letech se vyráběl jako ZAPAL 600, ZAPAL 601 a také v mobilní verzi a byl vybaven poměrně bohatým software (operační systém, assembler, překladače).
Koncern spotřební elektroniky Tesla zakoupil od francouzské firmy Bull GET licenci na výrobu číslicových počítačů 2½. generace s bajtovou strukturou. V rámci zakoupené licence měla Tesla k dispozici nejen hotový počítač, Tesla 200, se všemi hardwarovými komponenty i softwarem, ale též odzkoušené zkušební aplikace.
Analogový dělostřelecký počítač EUZ II,zvaný MOZEK II byl v 50. letech vyvinut ve Výzkumném ústavu telekomunikací a následně ve VÚMS. Data o letadlech dostával z radiolokátoru a výstup pak ovládal protiletadlovou baterii (57 mm resp. 85 mm). Počítač EUZ II byl umístěn ve sníženém vozidle Tatra 805. Poslední sestavy (radiolokátor, počítač a děla) se prodávaly 1968 do ciziny.
Obchodně nejúspěšnější analogový počítač z VUMS byl MEDA T, kterého se prodalo cca 1 000 kusů, zejména do zemí sovětského bloku.
Řadu minipočítačů SMEP předcházela řada 20 bitových minipočítačů ADT 4000 až ADT 4900, která byla vyvíjena ve VÚMS, vyráběna v ZPA Trutnov (1973) a později v ZPA Čakovice (1975). Vzorem byla řada Hewlett-Packard 21MX / 1000 M.

## Jednotný systém elektronických počítačů, JSEP

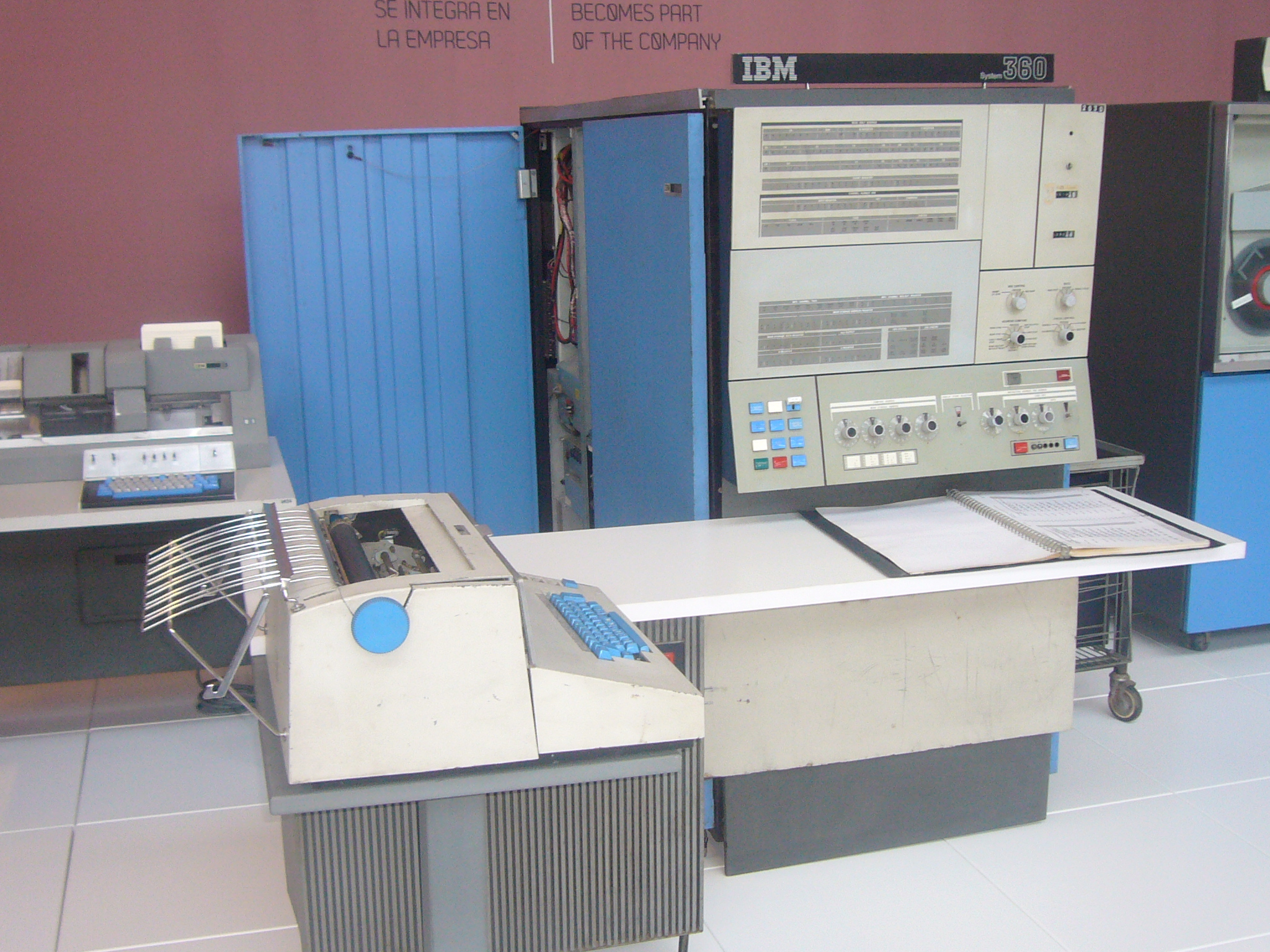
IBM system 360 - "vzor" pro řadu JSEP R1

V letech 1968 až 1969 byla po sérii jednání socialistických zemí ustanovena mezinárodní koncepce pro výzkum, vývoj, výrobu a vzájemné dodávky strojů a zařízení Jednotného systému elektronických počítačů třetí generace (JSEP). Spolupráce na počítačích JSEP probíhala ve třech řadách:
- R1: cca 1968 až 1974, vzor IBM systém 360;
- R2: cca 1977 až 1982, vzor IBM systém 370;
- R3: cca 1982 až 1985 (EC 1027), výroba byla zastavena v roce 1989.

Následující tabulka shrnuje hlavní technické parametry počítačů JSEP R2.
| Hlavní technické parametry počítačů řady JSEP-R2 | Hlavní technické parametry počítačů řady JSEP-R2 | Hlavní technické parametry počítačů řady JSEP-R2 | Hlavní technické parametry počítačů řady JSEP-R2 | Hlavní technické parametry počítačů řady JSEP-R2 | Hlavní technické parametry počítačů řady JSEP-R2 | Hlavní technické parametry počítačů řady JSEP-R2 | Hlavní technické parametry počítačů řady JSEP-R2 |
| Označení                                         | EC 1015                                          | EC 1025                                          | EC 1035                                          | EC 1045                                          | EC 1055                                          | EC 1060                                          | EC 1065                                          |
| ------------------------------------------------ | ------------------------------------------------ | ------------------------------------------------ | ------------------------------------------------ | ------------------------------------------------ | ------------------------------------------------ | ------------------------------------------------ | ------------------------------------------------ |
| Výrobce                                          | MLR                                              | ČSSR                                             | SSSR a BLR                                       | SSSR a PLR                                       | NDR                                              | SSSR                                             | SSSR                                             |
| Výkon (tisíc operací/s)                          | 12 až 16                                         | 38                                               | 125 až 200                                       | 400 až 500                                       | 450                                              | 1 500                                            | 4 500                                            |
| Kapacita operační paměti (KB)                    | 64 až 160                                        | 128 až 256                                       | 256 až 512                                       | 256 až 3 072                                     | 1 024 až 2 048                                   | 2 048 až 8 192                                   | 4 096 až 16 384                                  |
| Technologie procesoru                            | TTL                                              | TTL                                              | ECL                                              | ECL                                              | ECL                                              | ECL                                              | ECL                                              |

Kde použité zkratky mají význam:
- TTL ‒ tranzistorové logické obvody;
- ECL ‒ monolitické integrované logické obvody s emitorovou vazbou;
- EC ‒ (zkratka z azbuky) Jedinaja Sistema připomíná Electronic Computer.

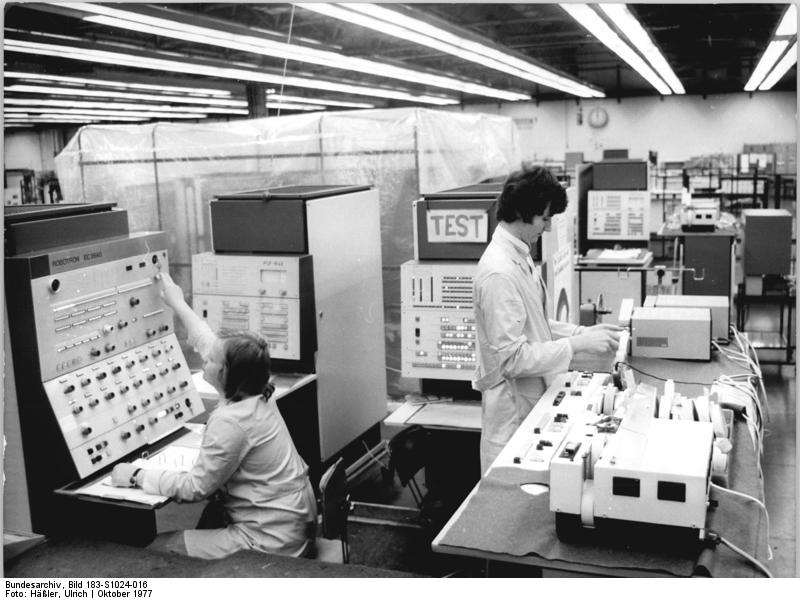
Střediskový počítač EC-1040, Drážďany, NDR

## Systém malých elektronických počítačů, SMEP

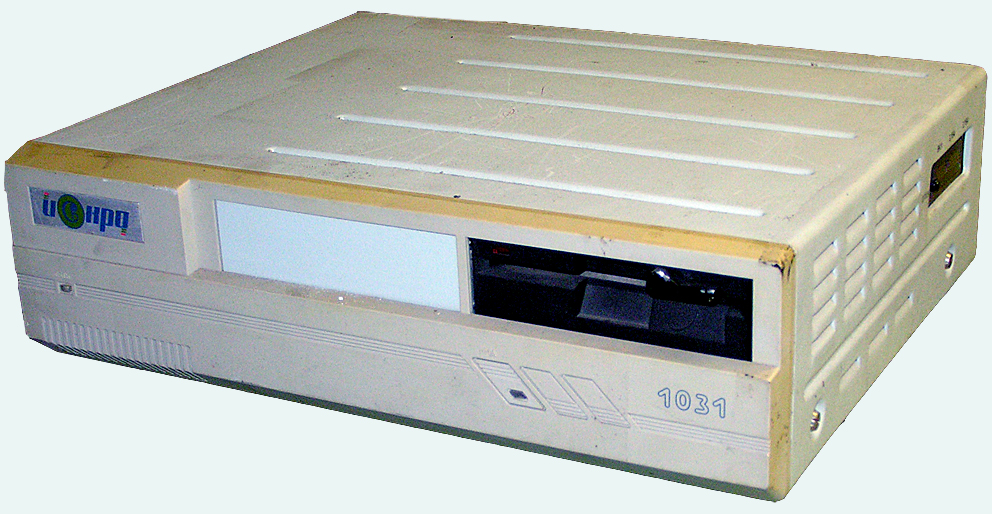
ISKRA 1031, sovětský osobní počítač IBM PC XT kompatibilní

Systém SMEP byl v rámci RVHP od cca 1980 orientován na řídící počítače (pracovní stanice) a na IBM PC kompatibilní počítače. Výskumný ústav výpočtovej techniky v Žiline (VÚVT Žilina) byl koordinačním a řešitelským pracovištěm programu SMEP v Československu i v RVHP. Vývoj počítačů SMEP se inspiroval (kopíroval) převážně u modelů kompatibilními s počítači firem Hewlett-Packard (HP), Digital Equipment Corporation (DEC)  a počítačích založených na procesorech Intel a jejich klonech:
- Počítače kompatibilní s Hewlett Packard řady HP-2000
- Počítače kompatibilní s DEC PDP-11 a později DEC VAX-11
- Počítače kompatibilní s 8bitovým procesorem Intel 8080, 16bitovým procesorem Intel 8086/8088 a počátkem 90. let 20. století také 32bitovým procesorem Intel 80386+

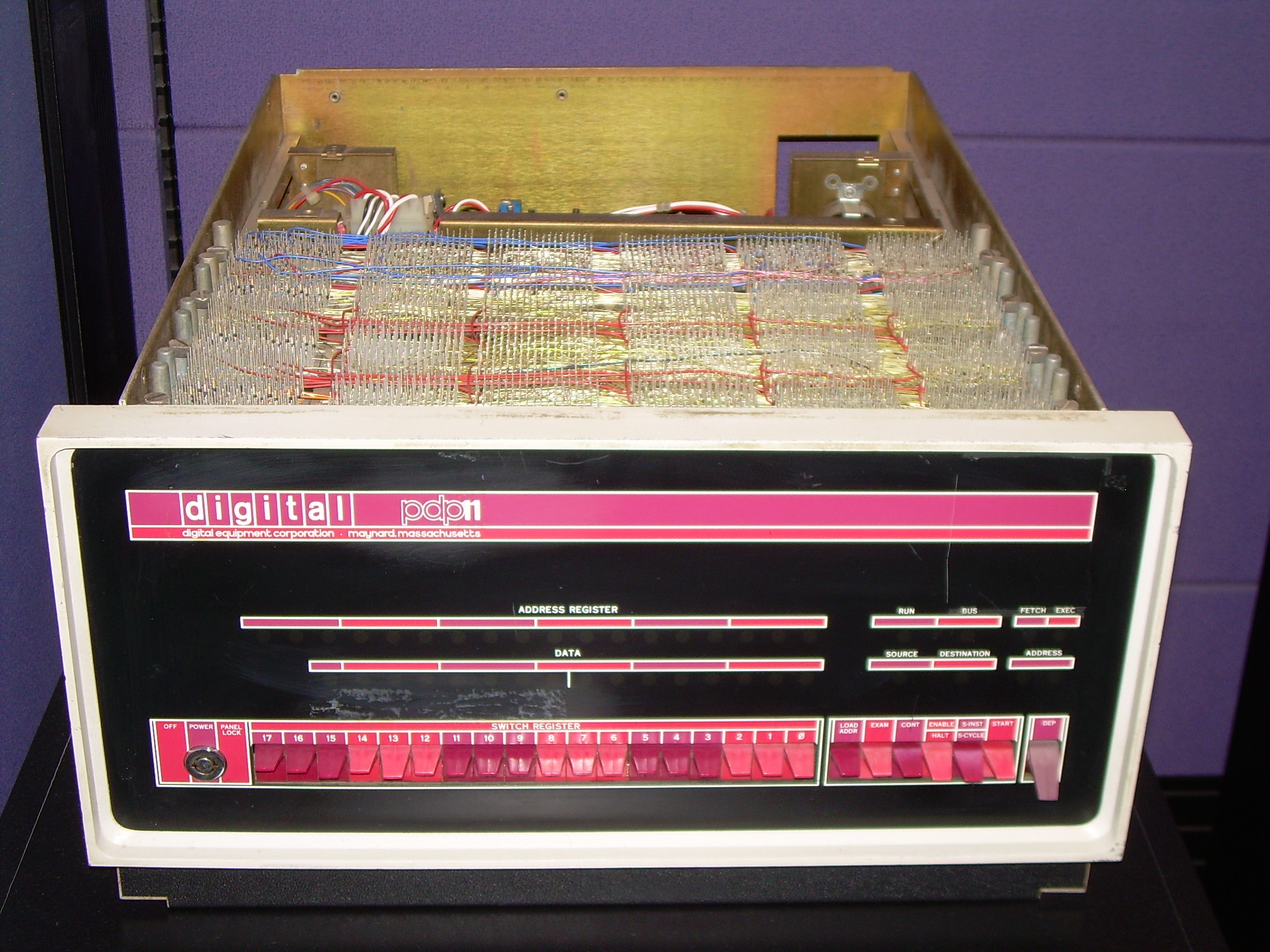
Komponenty "vzorového" počítače PDP-11

Základní parametry počítačů SMEP a vzorových PDP_VAX
| Model                          | SM 3/20   | SM 4/20   | SM 52/11  | SM 52/12   |
| Odvozeno od                    | PDP 11/10 | PDP 11/40 | PDP 11/50 | VAX 11/780 |
| Bitová šířka                   | 16        | 16        | 16        | 32         |
| Operační paměť (max.kapacita)  | 64        | 256       | 256       | 4096       |
| Vyrovnávací paměť – cache (kB) | 0         | 0         | 2         | 4/8        |
| Cyklus operační paměti (ns)    | 500       | 850/1000  | 850       | 800        |
| Cyklus vyrovnávací paměti (ns) | –         | –         | 80        | ?          |
| Výpočetní rychlost (MIPS)      | 0,3       | 0,42      | 2,8       | 1,0        |
| Počet instrukcí                | 76        | 84        | 132       | 248        |
| FP instrukce                   | ne        | ano       | ano       | ano        |

## Analogové počítače v Československu
V Československu započal vývoj analogové výpočetní techniky mezi léty 1951 až 1953, kdy byly zahájeny přípravné práce na návrhu a konstrukci speciálních analogových zařízení. Ve výrobě analogových počítačů se podařilo čs. průmyslu dosáhnout výrazně lepších výsledků než při výrobě počítačů číslicových. Tento fakt byl způsoben kromě kvalitní výzkumně vývojové základny ve VÚMS a v n. p. Tesla Pardubice, také včasným zajištěním příslušné výrobní základny, kterou se podařilo nalézt již v roce 1960 v závodě Aritma Vysočany.